# Lepidodermella macrocephala
Lepidodermella macrocephala är en djurart som tillhör fylumet bukhårsdjur, och som beskrevs av Jean-Loup d'Hondt 1971. Lepidodermella macrocephala ingår i släktet Lepidodermella och familjen Chaetonotidae. Inga underarter finns listade i Catalogue of Life.